# Liste de présidents de conseils communaux du Maroc en 2009
 (mai 2012).
Si vous disposez d'ouvrages ou d'articles de référence ou si vous connaissez des sites web de qualité traitant du thème abordé ici, merci de compléter l'article en donnant les références utiles à sa vérifiabilité et en les liant à la section « Notes et références ».
Cette page liste, par appartenance politique, une cinquantaine de présidents de conseils communaux urbains élus lors des communales marocaines de 2009, sachant que toute commune a à sa tête un président du conseil communal — parfois surnommé « maire »  — et que ces élections ont concerné 1 503 communes (221 communes urbaines et 1 282 communes rurales).

## Parti authenticité et modernité
- Marrakech : Fatima-Zahra Mansouri du Parti Authenticité et Modernité (PAM) a été élu maire de la ville par 54 voix contre 36 voix.
- Tanger : Samir Abdelmoula du Parti Authenticité et Modernité (PAM) a été élu à la mairie de la ville avec 40 voix sur 63 voix exprimées. Il démissionne le 21 octobre 2010 ainsi que 4 des conseillers[3]. Fouad El Omari élu le 31 octobre 2010 avec une coalition rassemblant le PAM, le RNI et l'UC[4].
- Meknès : Ahmed Hilal du Parti Authenticité et Modernité (PAM) a été élu à la mairie de la ville grâce à l'alliance avec le Rassemblement national des indépendants et l'Union constitutionnelle avec 43 voix pour et 22 voix contre.
- Al Hoceima : Mohamed Boudra du Parti Authenticité et Modernité (PAM) a été reconduit à la tête du conseil municipal par 24 voix sur 27 suffrages exprimés.
- Tata : Fatima Boujnah du Parti Authenticité et Modernité (PAM) avec 9 des 13 voix.
- Benguérir : Fouad Ali el-Himma du Parti Authenticité et Modernité (PAM) a été élu à l'unanimité président du conseil municipal.
- Mohammédia : Mohamed M’Fadel du Parti Authenticité et Modernité (PAM), un marocain résident à l'étranger[5] a été élu président du conseil municipal.

## Parti de l'istiqlal
- Fès : Le maire sortant de la ville, Abdelhamid Chabat est élu par 63 voix contre 34 voix au conseil grâce à une majorité obtenue par le Parti de l'Istiqlal (PI) mais aussi par l'alliance avec le Front des forces démocratiques et le Rassemblement national des indépendants.
- Boujdour : Abdelaziz Aba du Parti de l'Istiqlal (PI) a été élu à la mairie avec 15 voix sur 29.
- Safi : Mohamed Karim du Parti de l'Istiqlal (PI) a été élu à la présidence du conseil grâce à l'alliance avec le Parti de la justice et du développement et le Parti Authenticité et Modernité.
- Laâyoune : Moulay Hamdi Ould Errachid du Parti de l'Istiqlal (PI) a été élu à la présidence du conseil urbain grâce à une majorité absolue.
- Sidi Kacem : Benaïssa Ben Zéroual du Parti de l'Istiqlal (PI) a été élu à la présidence de la commune urbaine grâce à une majorité absolue.
- Oujda : Omar Hejira du Parti de l'Istiqlal (PI) a été élu à la présidence de la commune urbaine.
- Berkane : Farid Aouad du Parti de l'Istiqlal (PI) a été élu à la présidence de la commune urbaine.

## Rassemblement national des indépendants
- Salé : Noureddine Lazrek du Rassemblement national des indépendants (RNI) a été élu maire de la ville grâce à l'alliance du Parti Authenticité et Modernité, Mouvement populaire et du Parti de l'Istiqlal avec 85 voix et 10 bulletins nuls.
- Berrechid : Sabir el-Kiassi du Rassemblement national des indépendants (RNI) a été élu à la tête de la mairie de la ville.
- El-Aroui : Mustapha Mansouri du Rassemblement national des indépendants (RNI) a été élu à la tête de la mairie de la ville.
- Settat : Mustapha Tanaoui du Rassemblement national des indépendants (RNI) a été élu à la tête de la mairie de la ville avec 28 voix contre 39.
- El Hajeb : Wahid Hakim du Rassemblement national des indépendants (RNI) a été élu à la tête de la mairie de la ville.

## Union socialiste des forces populaires
- Agadir : Tariq Kabbage le maire sortant de Union socialiste des forces populaires (USFP) a été élu par 34 voix sur 55 votants, il a été soutenu par les élus du Parti de la justice et du développement, et d'un conseiller du Parti travailliste.
- Nador : Mohamed Aamar de Union socialiste des forces populaires (USFP) a été élu à la tête du conseil de la commune.
- Rabat : Fathallah Oualalou de l'Union socialiste des forces populaires (USFP) a été élu au conseil de la commune urbaine grâce à une alliance atypique avec le Parti de la justice et du développement, Parti de l'Istiqlal, Parti du progrès et du socialisme, Rassemblement national des indépendants, il a recueilli 47 voix contre 39 voix.
- Guelmim : Abdelwahab Belafkih de l'Union socialiste des forces populaires (USFP) a été élu à la tête du conseil municipal, grâce à l'alliance avec le Mouvement populaire, l'Union constitutionnelle et le Rassemblement national des indépendants.
- Ouarzazate : Moulay Abderrahman Drissi de l'Union socialiste des forces populaires (USFP) a été élu à la tête du conseil municipal avec 23 voix contre 9.
- Khouribga : Al Mostapha Scadi de l'Union socialiste des forces populaires (USFP) a été élu président de la commune urbaine de la ville.
- Dakhla Salama Hafidi de l'Union socialiste des forces populaires (USFP) a été élu président de la commune urbaine de la ville.

## Mouvement populaire
- Beni Mellal : Ahmed Chada du Mouvement populaire (MP) a été élu à la mairie grâce à l'alliance avec le Parti Authenticité et Modernité avec 33 voix pour et 9 voix contre.
- El Ksiba : Mustapha Mechahouri du Mouvement populaire (MP) a été réélu président de la commune rurale de la ville.
- Fkih Ben Salah : Mohamed Moubdii du Mouvement populaire (MP) a été élu à la mairie de la ville.
- Témara : Ahmed Mellouki du Mouvement populaire (MP) a été élu à la mairie de la ville.
- Ifrane : Abdesslam Boulahbib du Mouvement populaire (MP) a été élu à la mairie de la ville.
- Taza : Hamid Kouskous du Mouvement populaire (MP) a été élu à la mairie de la ville.

## Parti de la justice et du développement
- Kénitra : Aziz Rebbah du Parti de la justice et du développement (PJD) a été élu à la tête du conseil de la commune.
- Errachidia : Abdellah Hannaoui du Parti de la justice et du développement (PJD) a été élu à la tête du conseil par 23 voix contre 12.
- Kasbat Tadla : Hassan Bouhamdi du Parti de la justice et du développement (PJD) a été élu président de la commune urbaine de la ville.
- Tétouan : Mohamed Ida Ammar du Parti de la justice et du développement (PJD) a été élu président de la commune urbaine de la ville grâce à l'alliance avec les socialistes de l'Union socialiste des forces populaires.
- Larache : Mohamed Aït Si Mbarek du Parti de la justice et du développement (PJD) a été élu président du conseil municipal de la ville.
- Oued Zem : Bouâzza Fassini du Parti de la justice et du développement (PJD) a été élu président de la commune grâce à une majorité absolue.
- Boujaâd : Mohamed Nouka du Parti de la justice et du développement (PJD) a été élu président de la commune urbaine de la ville.
- Tinejdad : Mohamed Laraki du Parti de la justice et du développement (PJD) a été élu président du conseil municipal de la ville.
- Erfoud : Abdallah Sghiri du Parti de la justice et du développement (PJD) a été élu président du conseil municipal de la ville.
- Fnideq :
- Khénifra : Lahcen Chakira Parti de la justice et du développement (PJD) a été élu président du conseil municipal de la ville.
- Chefchaouen : Mohamed Soufiani du Parti de la justice et du développement (PJD) a été élu président à la mairie de la ville.
- Jorf : Abdallah Bouhmadi du Parti de la justice et du développement (PJD) a été élu président à la mairie de la ville.
- Dcheira : Ramadan Bouaâchra du Parti de la justice et du développement (PJD) a été élu président du conseil municipal.
- Touissit : Oqba Rahmani du Parti de la justice et du développement (PJD) a été élu président du conseil municipal.

## Union constitutionnelle
- Casablanca : Mohammed Sajid le maire sortant de Union constitutionnelle (UC) à peine élu a démissionné, la raison majeure repose certainement sur le code de conduite imposé par le Parti Authenticité et Modernité de Fouad Ali el-Himma. Sajid est revenu sur sa déclaration et a repris la mairie[6] grâce à une nouvelle majorité incluant le Parti de la justice et du développement et sans le Parti de l'Istiqlal.
- Sidi Slimane : Hicham Hamdani de l'Union constitutionnelle (UC) a été élu président du conseil municipal de la ville.

## Front des forces démocratiques
- El Jadida : Abdelhakim Sojda tête de liste du Front des forces démocratiques (FFD) a été porté à la mairie de la ville grâce à la coalition du Front des forces démocratiques, du Parti Authenticité et Modernité et du Rassemblement national des indépendants.
- Essaouira : Allal Jrari du Front des forces démocratiques (FFD) a été porté à la mairie de la ville.

## Mouvement démocratique et social
- Tiflet : Abdessamad Archane Mouvement démocratique et social (MDS) a été élu président du conseil avec 20 voix grâce à l'alliance de l'Union constitutionnelle et du Parti de l'environnement et du développement durable.

## Parti Al-Ahd Addimocrati
- Beni Ansar : Yahya Yahya du Parti Al-Ahd Addimocrati (PAD) a été élu président de la commune urbaine de la ville.

## Parti travailliste
- Youssoufia : Abdelmajid Mabrouk du Parti travailliste (PT) a été élu à la mairie de la ville.

## Parti du renouveau et de l'équité
- Souk Sebt : Boubker Ouchen du Parti du renouveau et de l'équité (PRE) a été élu à la mairie de la ville.
- Oulad Gnaou : Rahal Derdek du Parti du renouveau et de l'équité (PRE) a été élu à la mairie de la ville.

## Parti marocain libéral
- Martil : Ali Amnioul du Parti marocain libéral (PML) a été élu président de la commune urbaine de la ville.
- Boujaâd : Khalifa Majidi du Parti marocain libéral (PML) a été élu président de la commune urbaine de la ville.

## Sans appartenance politique
- Asilah : Mohamed Benaïssa en Indépendant a été élu à la mairie de la ville.